# AKSM-201
AKSM-201 – typ dwuosiowego trolejbusu, wytwarzanego w latach 1996–2011 w białoruskich zakładach Biełkommunmasz. Pojazd należy do drugiej generacji trolejbusów produkowanych przez ww. fabrykę. Oprócz miast na Białorusi, trolejbusy tego typu kursują również w Astanie, Barnaule, Belgradzie, Bielcach, Moskwie, Niżnym Nowogrodzie, Petersburgu i Rubcowsku.

## Historia
W 1993 r. Biełkommunmasz wyprodukował pierwszy trolejbus – AKSM-101. Trolejbus otrzymał nadwozie modelu ZiU-9, a wyposażenie elektryczne umieszczono na dachu. Trolejbus wyposażono w nowocześniejszy silnik typu DK-213, poza tym wprowadzono kilka zmian w wyposażeniu elektrycznym. Cztery lata później, w 1997 r. skonstruowano nowy typ trolejbusu, który oznaczono AKSM-201. Do jego zbudowania wykorzystano nadwozie o wzmocnionej konstrukcji oraz sterowanie tyrystorowo-impulsowe. Poza tym zmodyfikowano wygląd wnętrza pojazdu.

## Produkowane odmiany
- AKSM-201-00 – odmiana produkowana w latach 1996–2003. Trolejbusy z tej serii posiadały tyrystorowo-impulsowy system sterowania. Ogółem wyprodukowano 180 egzemplarzy tego typu.
- AKSM-201-01 – w trolejbusach tego typu zastosowano system sterowania oparty na potencjometrach i stycznikach.
- AKSM-201-03 – wyprodukowano jedynie jeden egzemplarz. Posiadał on sterowanie oparte na tranzystorach IGBT oraz generator, który umożliwiał przejechanie pewnej odległości bez zasilania z sieci trakcyjnej. W późniejszym czasie prototypowy trolejbus przebudowano na typ AKSM-201.
- AKSM-201-А7 – większość wyposażenia elektrycznego zainstalowano na dachu.

Oprócz tego, na bazie trolejbusu typu AKSM-201 skonstruowano dwuczłonowy, przegubowy trolejbus AKSM-213.